# Burton Joyce
Burton Joyce – wieś w Anglii, w hrabstwie Nottinghamshire, w dystrykcie Gedling. Leży 7 km na wschód od miasta Nottingham i 174 km na północ od Londynu. W 2001 miejscowość liczyła 3731 mieszkańców.